# Zullwil
Zullwil – miejscowość i gmina w Szwajcarii, w kantonie Solura, w jednostce administracyjnej (Amtei) Dorneck-Thierstein, w okręgu Thierstein. 

## Demografia
W Zullwil mieszka 650 osób. W 2021 roku 11,1% populacji gminy stanowiły osoby urodzone poza Szwajcarią. 

## Transport
Przez teren gminy przebiega droga główna nr 272.